# Migréna
Migréna je chronické onemocnění charakteristické opakovanými středně těžkými až silnými bolestmi hlavy často doprovázenými řadou příznaků souvisejících s autonomní nervovou soustavou. Slovo je odvozeno z řečtiny z výrazu ἡμικρανία (hemikrania), „bolest jedné strany hlavy“, tvořeného slovy ἡμι- (hemi-), „polovina“ a κρανίον (kranion), „lebka“.
Bolest hlavy je typicky unilaterální (postihující jen jednu polovinu hlavy), je pulsující povahy a trvá od 2 do 72 hodin. Může se projevovat symptomy jako nevolnost, zvracení, fotofobie (zvýšená citlivost na světlo) nebo fonofobie (zvýšená citlivost na zvuk); fyzická aktivita bolest obvykle ještě zhoršuje. Až jedna třetina osob trpících migrénou vnímá auru – jde o přechodnou zrakovou, senzorickou, jazykovou či motorickou poruchu signalizující brzký nástup bolestí hlavy.
Má se za to, že migrény vznikají v důsledku kombinace environmentálních a genetických faktorů. Přibližně dvě třetiny případů se v rodinách dědí. Svou roli může hrát rovněž kolísající hladina hormonů – před začátkem puberty migréna postihuje běžněji chlapce než dívky, v dospělosti se však objevuje až dvakrát či třikrát častěji u žen než u mužů. Náchylnost k migrénám se obvykle snižuje během těhotenství. Přesné mechanismy migrény nejsou známy, má se však za to, že se jedná o neurovaskulární poruchu. Hlavní teorie o vzniku migrény souvisí se zvýšenou vzrušivostí mozkové kůry a abnormální funkcí neuronů zodpovědných za vnímání bolesti, nacházejících se v trojklaném nervu v mozkovém kmeni.
V iniciální fázi léčby se doporučují jednoduchá analgetika, jako je například ibuprofen a paracetamol proti bolestem hlavy, a antiemetika proti nevolnosti; svou roli hraje i vyhýbání se spouštěcím faktorům. Podle studií mají velký léčebný potenciál i látky CBD a THC, nejlépe v kombinaci 2:1.[zdroj⁠?!] Specifické látky, jako například triptany nebo ergotaminy, lze použít u osob, u nichž jsou jednoduchá analgetika neúčinná. Obecně migrénou v určitém okamžiku života trpí více než 10 % populace.

## Příznaky a symptomy
Migréna se typicky projevuje přechodnou opakující se silnou bolestí hlavy spojenou se symptomy autonomní nervové soustavy. Přibližně 15–30 % osob trpících migrénou vnímá auru , přičemž lidé trpící migrénou s aurou rovněž často trpí migrénami bez aury. Prudkost, trvání a četnost záchvatů je proměnlivá. Migréna trvající déle než 72 hodin je označována pojmem status migrenosus. Existují čtyři možné fáze migrény, ačkoli ne ke všem vždy nezbytně dochází: A projevuje se také agresivností na lidi, kteří na vás křičí nebo hlasitě mluví.
1. Počáteční fáze prodromů, ke které dochází hodiny či dny před nástupem bolesti
2. Fáze aury, která bezprostředně předchází nástupu bolesti hlavy
3. Fáze bolesti, rovněž známá jako fáze bolesti hlavy
4. Konečná fáze postdromu, následný stav po odeznění záchvatu migrény

### Prodrom
Prodromální nebo varovné symptomy se objevují u přibližně 60 % osob trpících migrénou  s nástupem od dvou hodin do dvou dnů před počátkem bolesti či aury. Tyto symptomy mohou zahrnovat celou řadu jevů, včetně změny nálady, podrážděnosti, deprese nebo euforie, vyčerpanosti, chuti na určité jídlo, ztuhlosti svalů (zejména na krku), zácpy či průjmu a citlivosti na pachy či hluk. Tyto symptomy se mohou objevovat u migrény s aurou i bez ní.

### Fáze aury
| Klikaté čáry připomínající obrysy hradební zdi         | Negativní skotom, výpadek části zorného pole |
| Pozitivní skotom, lokální vnímání dodatečných struktur | Většinou jednostranná ztráta vnímání         |

Aura je přechodný fokální neurologický jev, který se objevuje před nástupem bolesti hlavy nebo v jejím průběhu. Aura přichází postupně v řádu minut a obvykle trvá méně než 60 minut. Symptomy mohou být vizuální, senzorické či motorické povahy a mnoho osob zažívá více než jeden z nich. Nejběžnější jsou vizuální efekty, které se objevují až v 99 % případů, přičemž více než v polovině případů jde výhradně o ně. Častou poruchou vidění je scintilační skotom (oblast částečného zkreslení zorného pole s mihotajícími se světly). Ten obvykle začíná poblíž středu zorného pole a šíří se do stran v podobě klikatých čar, jež jsou přirovnávány k liniím opevnění či hradebních zdí. Čáry jsou obvykle černé a bílé, někteří lidé však vidí i čáry barevné. U skupiny pacientů dochází ke ztrátě části zorného pole, což je jev známý jako hemianopsie, zatímco jiní vidí rozmazaně.
Druhou nejběžnější formou je senzorická aura, objevující se u 30–40 % osob s aurou. Pocit mravenčení často začíná na jedné z rukou a odtud se šíří přes paži až do oblasti nosu a úst na stejné straně těla. Po odeznění mravenčení obvykle dochází ke znecitlivění a ztrátě orientačního smyslu. Mezi další symptomy fáze aury mohou patřit poruchy řeči či jazykové poruchy a závrať, méně běžné jsou motorické problémy. Motorické symptomy naznačují, že se jedná o hemiplegickou migrénu, kdy slabost oproti ostatním druhům aury trvá déle než jednu hodinu. K auře bez následné bolesti hlavy dochází pouze vzácně; tento jev je známý jako aura bez migrény.

### Fáze bolesti
Bolest hlavy je typicky jednostranná, pulsující, středně těžká až silná. Obvykle nastupuje postupně a zhoršuje se v důsledku fyzické aktivity. Ve více než 40 % případů však může být bolest oboustranná a často spojená s bolestmi krku. Oboustranná bolest je obzvláště běžná u těch osob, které trpí migrénou bez aury. Méně běžně se může bolest objevovat v zadní či horní části hlavy. U dospělých bolest trvá obvykle 4 až 72 hodin, u dětí však často méně než 1 hodinu. Četnost záchvatů migrény je proměnlivá, od pouze několika za celý život až po několik za týden, přičemž průměr je přibližně jeden záchvat za měsíc.
Bolest je často doprovázena nevolností, zvracením, citlivostí na světlo, citlivostí na zvuk, citlivostí na pachy, únavou a podrážděností. Při bazilární migréně, migréně s neurologickými symptomy souvisejícími s mozkovým kmenem nebo neurologickými symptomy na obou stranách těla, patří k běžným jevům závrať, omámenost a zmatení. Nauzea se dostavuje u téměř 90 % osob, zvracení u přibližně jedné třetiny z nich.
Při záchvatu migrény tudíž mnozí vyhledávají tmavou a tichou místnost. Další symptomy mohou zahrnovat rozmazané vidění, ucpání nosních cest, průjem, časté močení, bledost či nadměrné pocení. Může se objevit i otok či zvýšená citlivost kůže na hlavě a ztuhlost krku. U starších osob jsou související symptomy méně běžné.

### Postdrom
Následky migrény mohou přetrvávat i několik dní po odeznění největší bolesti hlavy; tato fáze se nazývá postdrom. Mnozí lidé popisují bolestivý pocit v místech migrény, někteří sníženou schopnost přemýšlet i po několik dnů po odeznění bolesti hlavy. Pacient se může cítit unavený nebo „jako při kocovině“ a pociťovat bolest hlavy, kognitivní potíže, gastrointestinální symptomy, změny nálady a slabost. Podle jisté zprávy se „někteří lidé po záchvatu migrény cítí nezvykle svěží či v dobré náladě, zatímco jiní pociťují depresi a malátnost“.

## Příčina
Základní příčina migrény je neznámá, má se však za to, že souvisí s kombinací environmentálních a genetických faktorů. Ve dvou třetinách případů se migrény dědí v rodinách  a jen vzácně k nim dochází v důsledku poruchy jednoho genu. S migrénou je spojována řada psychologických onemocnění, včetně deprese, úzkosti a bipolární afektivní poruchy, a rovněž mnoho biologických jevů nebo spouštěcích faktorů.

### Genetika
Studie prováděné s dvojčaty uvádějí 34 až 51 % genetický vliv na pravděpodobnost vzniku migrény. Tato genetická souvislost je silnější u migrén s aurou než u migrén bez ní. Řada specifických variant genů riziko malou až střední měrou zvyšuje.
Migrény v důsledku poruchy jednoho genu jsou vzácné. Jedna z nich je známá jako familiární hemiplegická migréna, typ migrény s aurou, která se přenáší autosomální dominantní dědičností. Toto onemocnění souvisí s odchylkami genu kódujícího proteiny zapojené do přenosu iontů. Dalším genetickým onemocněním způsobujícím migrénu je syndrom CADASIL neboli autozomálně dominantní cerebrální arteriopatie se subkortikálními infarkty a leukoencefalopatií.

### Spouštěcí faktory
Migrény mohou být vyvolány spouštěcími faktory, jimž někteří přisuzují vliv v menším  a jiní ve větším počtu případů. Za spouštěcí faktory bývá označována řada jevů, jejich vliv a význam je však nejistý. Spouštěcí faktor se může objevit až 24 hodin před propuknutím symptomů.

#### Fyziologické aspekty
Za běžné spouštěcí faktory jsou označovány stres, hlad a únava (ty přispívají rovněž k tenzním bolestem hlavy). Je pravděpodobnější, že migrény se vyskytnou kolem období menstruace. Svou roli hrají i další hormonální aspekty, jako například menarché, používání perorální antikoncepce, těhotenství, perimenopauza a menopauza. Zdá se, že tyto hormonální faktory hrají větší roli u migrény bez aury. Migréna se obvykle neobjevuje během druhého a třetího trimestru nebo po menopauze.

#### Aspekty související s potravou
Přezkoumáním potravinových spouštěcích faktorů bylo zjištěno, že důkazy o jejich vlivu povětšinou spočívají na subjektivním hodnocení a nejsou dostatečně přesné na to, aby roli konkrétních spouštěčů dokázaly či vyvrátily. Co se týče konkrétních činitelů, zdá se, že účinek tyraminu na migrénu není podložen, zatímco glutamát sodný (MSG) je často označován za potravinový spouštěč, ačkoli toto tvrzení není důsledně podpořeno.

#### Environmentální aspekty
Důkazy o potenciálních spouštěcích faktorech v domácím a vnějším prostředí jsou celkově slabé, lidem s migrénami se nicméně doporučuje dodržovat preventivní opatření z hlediska kvality vzduchu v místnostech a osvětlení. Ačkoli se někteří domnívají, že migrénami běžně trpí lidé s vysokou inteligencí, nezdá se, že by se toto tvrzení zakládalo na pravdě.

#### Aspekty spojené s psychikou
Alternativní odvětví medicíny na migrénu pohlíží jako na problém způsobený zanesenou dráhou žlučníku. To je způsobeno opakovaným potlačováním vzteku a tudíž jeho hromaděním v celém těle. Tuto teorii podporuje i poměr migrénózních záchvatů mezi muži a ženami, kdy muži vztek dostávají ven svým impulsivním chováním. Migréna je tak u nich na rozdíl od žen pouze výjimečnou záležitostí.

## Patofyziologie

Animace šířící se kortikální deprese

Migréna je považována za neurovaskulární onemocnění, přičemž se na základě důkazů zdá, že její mechanismus začíná v mozku a dále se šíří do cév. Někteří vědci mají za to, že významnější roli hrají neuronové mechanismy, zatímco ostatní přisuzují klíčovou roli cévám. Další se domnívají, že oba faktory jsou stejně důležité. Předpokládá se rovněž vliv vysoké hladiny nervového mediátoru serotoninu, známého jako 5-hydroxytryptamin.

### Aura
Šířící se kortikální deprese nebo také Leãova šířící se deprese je exploze neuronové aktivity následovaná obdobím nečinnosti, ke které dochází u osob s migrénou doprovázenou aurou. Pro její vznik existuje řada vysvětlení, včetně aktivace NMDA receptorů vedoucí k pronikání vápníku do buněk. Po náhlém zvýšení aktivity dochází ke snížení toku krve v postižené oblasti mozkové kůry, a to po dobu dvou až šesti hodin. Má se za to, že po přesunutí depolarizace do spodní části mozku jsou aktivovány nervy vnímající bolest hlavy a krku.

### Bolest
Přesný mechanismus bolesti hlavy, která migrénu provází, není znám. Některé důkazy podporují primární roli struktur centrální nervové soustavy (například mozkového kmene a mezimozku), zatímco ostatní údaje se vyslovují pro roli periferní aktivace (například prostřednictvím senzorických nervů, které obklopují cévy hlavy a krku). Mezi tyto cévy potenciálně patří tepny tvrdé pleny mozkové, tepny omozečnice a extrakraniální tepny, například ty, jež se vyskytují ve kštici. Velký význam je přikládán zvláště vazodilataci extrakraniálních tepen.

## Diagnóza
Diagnóza migrény je založena na příznacích a symptomech. Za účelem vyloučení jiných příčin bolestí hlavy jsou příležitostně využívány metody neurozobrazování. Má se za to, že u významného počtu lidí s migrénou nebyla diagnóza vůbec stanovena.
Diagnóza migrény bez aury může být podle Mezinárodní organizace pro diagnostiku a léčbu bolestí hlavy stanovena na základě následujících kritérií, takzvaných „kritérií 5, 4, 3, 2, 1“:
- Pět či více záchvatů — pro diagnózu migrény „s aurou“ postačují dva záchvaty.
- Čtyři hodiny až tři dny trvání
- Dva či více následujících jevů:
  - Unilaterální (postihující jen polovinu hlavy);
  - Pulsující;
  - „Střední až silná intenzita bolesti“;
  - „Zhoršení bolesti rutinní fyzickou aktivitou či způsobující vyhýbání se fyzické aktivitě“
- Jeden či více z následujících jevů:
  - Nauzea a/nebo zvracení;
  - Citlivost na světlo (fotofobie) a zvuk (fonofobie)

Pokud někdo zažívá dva z uvedených jevů (fotofobie, nevolnost nebo neschopnost pracovat/učit se po dobu jednoho dne), je diagnóza migrény pravděpodobnější. U osob, u kterých se projevují čtyři z pěti následujících jevů – pulsující bolest, trvání v délce 4–72 hodin, bolest jedné strany hlavy, nauzea nebo symptomy zasahující do života osoby – je pravděpodobnost migrény 92 %. U osob, u nichž se projevují méně než tři z těchto symptomů, je pravděpodobnost diagnózy migrény 17 %.

### Klasifikace
Poprvé byla migréna zevrubně klasifikována v roce 1988. Mezinárodní organizace pro diagnostiku a léčbu bolestí hlavy svou klasifikaci bolestí hlavy naposledy aktualizovala v roce 2004. Podle této klasifikace je migréna společně s tenzními bolestmi hlavy a histaminovou cefalalgií primární bolestí hlavy.
Migréna se dělí do sedmi podtříd (z nichž některé se dělí do dalších podskupin):
- Migréna bez aury, nebo také „běžná migréna“, je typická migrenózními bolestmi hlavy, které nejsou doprovázeny aurou.
- Migréna s aurou, nebo také „klasická migréna“, obvykle zahrnuje migrenózní bolesti hlavy doprovázené aurou. Méně běžně se může objevit aura bez bolestí hlavy nebo jen s nemigrenózní bolestí hlavy. Dvěma dalšími variantami jsou familiární hemiplegická migréna a sporadická hemiplegická migréna, při nichž nemocný trpí migrénami s aurou doprovázenými motorickou slabostí. Pokud se tento typ migrény vyskytuje rovněž u blízkého příbuzného, nazývá se tato migréna „familiární“, jinak jde o migrénu „sporadickou“. Další variantou je bazilární migréna, kde jsou migréna a aura doprovázeny poruchou artikulace, závratí, ušními šelesty nebo řadou dalších symptomů souvisejících s mozkovým kmenem, nikoli však motorickou slabostí. Tento typ byl zpočátku přičítán křečím bazilární tepny, zásobující mozkový kmen.[25]
- Mezi dětské periodické symptomy, které jsou běžně prekurzory migrény, patří cyklické zvracení (občasné intenzivní zvracení), abdominální migréna (bolest břicha obvykle doprovázená nauzeou) a dětská benigní paroxysmální závrať (občasné záchvaty závrati).
- Retinální migréna zahrnuje migrenózní bolesti hlavy doprovázené poruchami vidění nebo dokonce dočasnou slepotou jednoho oka.
- Komplikované migrény jsou popisovány jako migrenózní bolesti hlavy a/nebo aury, které trvají neobvykle dlouho a ke kterým dochází neobvykle často či které jsou spojeny se záchvatem nebo lézemi mozku.
- Předpokládané migrény jsou stavy, které mají určité charakteristiky migrény, které však pro nedostatek důkazů není možno s jistotou diagnostikovat jako migrénu (například v případě souběžného nadužívání léků).
- Chronická migréna je komplikovanou migrénou, která splňuje diagnostická kritéria "migrenózních bolestí hlavy", jež se vyskytují v delším časovém intervalu, konkrétně po dobu alespoň 15 dnů v měsíci po dobu více než 3 měsíců.[58]

### Abdominální migréna
Diagnóza abdominální migrény je kontroverzní. Některé důkazy nasvědčují tomu, že opakující se epizody bolesti v abdominální oblasti při současné absenci bolestí hlavy mohou být jistým typem migrény nebo přinejmenším její předzvěstí. Tyto epizody bolesti mohou, ale nemusí následovat migréně podobný prodrom a obvykle trvají několik minut až několik hodin. Často se vyskytují u lidí s osobní nebo rodinnou historií typických migrén. Další symptomy, o nichž se předpokládá, že jsou prekurzory nemoci, zahrnují syndrom cyklického zvracení a dětské benigní paroxysmální vertigo.

### Diferenciální diagnostika
K dalším onemocněním, která se mohou projevovat podobnými příznaky jako migrenózní bolesti hlavy, patří temporální arteritida, histaminová cefalalgie, akutní glaukom, meningitida a subarachnoidální krvácení. Temporální arteritida se obvykle projevuje u osob starších 50 let a jejím typickým příznakem je citlivost spánků; histaminová cefalalgie je spojena s jednostranným ucpáním nosu, slzením a krutou bolestí v okolí očnic, akutní glaukom je doprovázen problémy s viděním, meningitida horečkami a pro subarachnoidální krvácení je typický rychlý nástup. Tenzní bolesti hlavy obvykle zasahují obě strany hlavy, nejsou pulsujícího charakteru a pacienta deprimují méně.

## Prevence
Preventivní léčebné postupy při migréně zahrnují léky, výživové doplňky, úpravy životního stylu a operativní zákroky. Preventivní opatření jsou doporučována těm, kdo trpí bolestmi hlavy častěji než dva dny v týdnu, nesnášejí léky užívané k léčbě akutních záchvatů migrény nebo těm, u nichž lze záchvaty migrény jen těžko kontrolovat.
Cílem je snížit frekvenci, bolestivost a/nebo dobu trvání migrény a zvýšit účinnost akutní terapie. Dalším záměrem prevence je zabránit bolestem hlavy z nadužívání léků. Jde o běžný problém, který může vyústit v každodenní chronické bolesti hlavy.

### Léky
Léky k preventivní léčbě migrény jsou považovány za účinné, pokud snižují frekvenci nebo závažnost migrenózních záchvatů nejméně o 50 %. Směrnice jsou poměrně konzistentní v hodnocení topiramátu, divalproexu/valproátu sodného, propranololu a metoprololu jako prostředků s nejvyšší měrou prokázané účinnosti v primární léčbě. Doporučení týkající se účinnosti gabapentinu nejsou jednoznačná. Při prevenci migrén a při snižování frekvence a závažnosti migrenózních záchvatů je rovněž účinný timolol, frovatriptan pak působí pozitivně při prevenci menstruačních migrén. Amitriptylin a venlafaxin mají pravděpodobně také pozitivní účinek. Prokázána byla i efektivita botoxu, a to u pacientů trpících chronickými migrénami, nikoli však u těch, kdo trpí migrénami epizodickými.

### Alternativní způsoby léčby

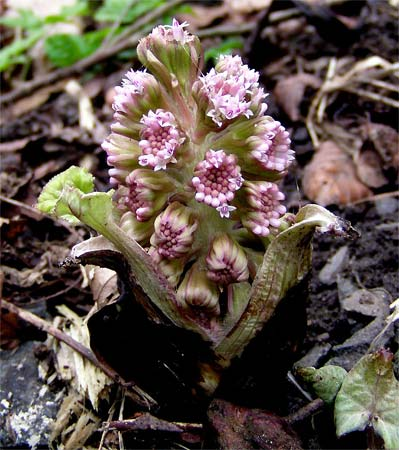
Výtažek z kořene devětsilu lékařského se ukázal být při prevenci migrény účinný,

stejně jako akupunktura. Využití „pravé“ akupunktury nepřináší o mnoho lepší výsledky než akupunktura „falešná“, oba typy se ale zdají efektivnější než běžné postupy, neboť vyvolávají méně nežádoucích účinků než profylaktická léčba. Chiropraktická léčba, fyzioterapie, masáže a relaxace mohou být při prevenci migrenózních bolestí hlavy stejně účinné jako propranolol nebo topiramát; během výzkumů se však objevily jisté problémy v metodologii. Předběžně byl potvrzen pozitivní účinek hořčíku, koenzymu Q(10), riboflavinu a vitamínu B(12), and Fever-few, tyto předběžné výsledky však musí být doloženy dalšími kvalitnějšími výzkumy. Z alternativních léků byla nejprůkazněji potvrzena efektivita devětsilu lékařského.

### Přístroje a operativní zákroky
Lékařské postupy a přístroje, jako například využití biologické zpětné vazby a neurostimulátorů, mohou při prevenci migrény představovat jisté výhody, zejména při kontraindikaci léků proti migréně nebo v případech nadužívání léků. Biologická zpětná vazba pomáhá pacientům, aby si byli vědomi jistých fyziologických hodnot, mohli je lépe kontrolovat a v důsledku toho lépe relaxovali; může tedy být při léčbě migrény účinná. Neurostimulace využívá pro léčbu závažných případů úporných chronických migrén implantabilní neurostimulátory podobné kardiostimulátorům, a to s povzbudivými výsledky. Operativní zákrok při migréně, který spočívá v dekompresi jistých nervů na hlavě a krku, může být možností u určitého počtu lidí, jejichž stav se s užíváním léků nelepší.

## Léčba
Existují tři hlavní aspekty léčby – vyhýbání se spouštěcím faktorům, akutní symptomatická kontrola a farmakologická prevence. Léky jsou účinnější, jsou-li podány v rané fázi záchvatu. Časté užívání léků však může vyústit v bolesti hlavy z nadužívání léků, kdy se bolesti hlavy opakují mnohem častěji a jsou podstatně prudší. K tomu může dojít při užívání triptanů, ergotaminů a analgetik, zejména analgetik narkotických.

### Analgetika
Jako počáteční krok při léčbě mírných až středně těžkých symptomů jsou doporučována jednoduchá analgetika, jako například nesteroidní protizánětlivé léky (NSAID) nebo kombinace acetaminofenu, kyseliny acetylsalicylové a kofeinu. Prospěšnost užívání léků ze skupiny NSAID byla doložena mnoha důkazy. U ibuprofenu bylo prokázáno, že poskytuje účinnou úlevu přibližně polovině pacientů. Diclofenac byl rovněž shledán účinným.
Aspirin může ulevit středně těžkým až těžkým migrenózním bolestem; jeho účinnost je podobná sumatriptanu. Ketorolak je dostupný ve formě intravenózních preparátů. Paracetamol (známý rovněž jako acetaminofen) je – buď samotný nebo v kombinaci s metoklopramidem – dalším efektivním léčivým prostředkem s nízkým rizikem nežádoucích účinků. V období těhotenství je užívání acetaminofenu a metoklopramidu považováno za bezpečné (stejně jako užívání NSAID), a to až do třetího trimestru.

### Triptany
Triptany – jako například sumatriptan – působí účinně při bolesti i výskytu nauzey, a to až u 75 % nemocných. Doporučují se jako iniciální léčba u osob se středně těžkou až silnou bolestí nebo u pacientů s mírnými symptomy, kteří nereagují na jednoduchá analgetika. Dostupné formy podání zahrnují orální nebo injekčně aplikované prostředky, nosní sprej a orální rozpustné tablety. Obecně se všechny triptany zdají stejně efektivní a mají také podobné nežádoucí účinky. Jedinci však mohou lépe reagovat na jisté specifické triptany. Většina nežádoucích účinků je mírná (například zarudnutí); ve vzácných případech však byl zaznamenán výskyt ischemické choroby srdeční. Proto nejsou triptany doporučovány osobám trpícím kardiovaskulárními chorobami. Přestože v historii nebyly doporučovány ani pacientům trpícím bazilární migrénou, neexistují specifické důkazy, které by potvrzovaly nutnost opatrnosti při užívání triptanů touto skupinou lidí. Tyto léky nejsou návykové, mohou však působit bolesti hlavy z nadužívání, pokud je dotyčný užívá častěji než 10 dní v měsíci.

### Ergotaminy
Ergotamin a dihydroergotamin jsou staršími léčivými přípravky stále pro léčbu migrény předepisovanými, přičemž dihydroergotamin je dostupný jako nosní sprej a injekčně aplikovatelný přípravek. Zdají se stejně účinné jako triptany, jsou však levnější a zakoušené vedlejší účinky jsou obvykle mírné. V případě nejvíce vysilujících záchvatů, jako je například status migrenosus, se jeví jako nejúčinnější možnost léčby.

### Monoklonální protilátky – antagonisté receptorů CGRP
Antagonisté receptorů CGRP jsou monoklonální protilátky, zaměřené na peptid související s kalcitoninovým genem (Calcitonin gene-related peptide – CGRP) nebo jeho receptor, zabraňující záchvatu migrény nebo snižující závažnost záchvatu. CGRP je signální molekula a také silný vazodilatátor, který se podílí na vzniku migrény. Existují čtyři injekční monoklonální protilátky zaměřené proti CGRP nebo jeho receptoru (eptinezumab, erenumab, fremanezumab a galcanezumab) a tyto léky prokázaly v randomizovaných klinických studiích fáze 3 účinnost při preventivní léčbě epizodických a chronických migrenózních bolestí hlavy. Eptinezumab je k dispozici ve formě infuze každé tři měsíce, erenumab a galcanezumab jsou injekce podávané jednou měsíčně a fremanezumab je injekce podávaná jednou měsíčně nebo jednou za čtvrt roku. 

### Další léky
Dalšími potenciálními léky jsou intravenózně aplikovaný metoklopramid nebo intranazální lidokain. Metoklopramid se doporučuje k podání těm, kdo se dostaví k ošetření na pohotovostní službu. Jediná dávka intravenózního dexametazonu, je-li podána při léčbě migrenózního záchvatu se standardními léčivými přípravky, je spojována s 26 % úbytkem opakujících se bolestí hlavy v následujících 72 hodinách. Přínos spinální manipulace pro léčbu dlouhodobých migrenózních bolestí hlavy nebyl prokázán. Doporučuje se, aby při léčbě nebyly používány opioidy ani barbituráty.

### Hořčík
Hořčík je uznáván jako levný, volně prodejný doplněk stravy, který může být součástí multimodálního přístupu ke snížení migrény. Některé studie prokázaly, že je účinný jak v prevenci, tak v léčbě migrény v intravenózní formě. Intravenózní forma snižuje záchvaty (ve studii pozorován výrazný efekt ve 3 intervalech měření – za 15-45 minut, 120 minut a 24 hodin po počáteční infuzi), hořčík užívaný perorálně znatelně snižuje frekvenci a intenzitu migrény.

## Prognóza
Dlouhodobá prognóza u osob trpících migrénou je proměnlivá. Většina migrenózních pacientů zažívá období ztracené produktivity způsobená nemocí, která je ale obvykle poměrně mírná a nepředstavuje zvýšené riziko úmrtí. Existují čtyři převládající vzorce průběhu onemocnění – symptomy mohou zcela vymizet, symptomy pokračují, ale s časem se snižuje jejich závažnost a frekvence, symptomy mohou pokračovat při téže frekvenci a závažnosti nebo se záchvaty mohou zhoršovat a přicházet častěji.
Migréna s aurou se zdá být rizikovým faktorem pro ischemickou cévní mozkovou příhodu – její riziko zvyšuje dvakrát. Riziko dále roste, pokud je postiženou osobou mladá dospělá žena, která užívá hormonální antikoncepci a kouří. Rovněž se zdá, že migréna má spojitost s disekcí cervikálních tepen. Migrény bez aury pravděpodobně nehrají v tomto případě významnější roli. Souvislost se srdečními chorobami je nejistá – byla provedena pouze jediná studie, jež tuto spojitost podporuje. Celkově se však jeví, že migrény nezvyšují riziko úmrtí na následky mozkové příhody nebo srdeční choroby. Preventivní léčba migrény u pacientů trpících migrénami s aurou může zabránit následným mozkovým příhodám.

## Epidemiologie

Rok života ovlivněný nezpůsobilostí u migrény na 100 000 obyvatel v roce 2002
údaje nejsou k dispozici
<45
45–65
65–85
85–105
105–125
125–145
145–165
165–185
185–205
205–225
225–245
>245

Celosvětově ovlivňuje migréna více než 10 % lidí. Ve Spojených státech je migrénou ročně postiženo kolem 6 % mužů a 18 % žen, přičemž celoživotní riziko je přibližně 18 % (u mužů) a 43 % (u žen). V Evropě migrénou trpí v jistém období života 12–28 % lidí, přičemž okolo 6–15 % dospělých mužů a 14–35 % dospělých žen je zasaženo alespoň jednou ročně. Migréna není v Asii a Africe tak široce rozšířena jako v západních zemích. Chronická migréna se objevuje u přibližně 1,4 až 2,2 % populace.

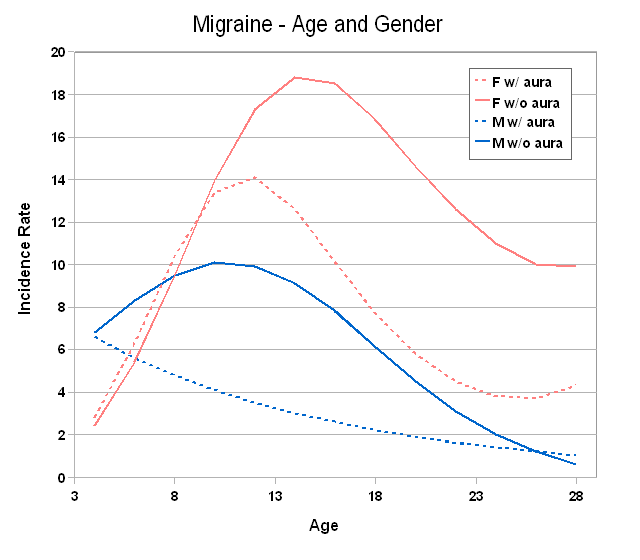
Výskyt migrény v závislosti na věku a pohlaví

Tyto hodnoty se podstatně mění s věkem; nejběžněji migréna začíná mezi 15 a 24 lety věku a nejčastěji se objevuje u osob mezi 35 a 45 lety věku. Co se týká dětí, asi 1,7 % 7letých a 3,9 % dětí ve věku 7 až 15 let trpí migrénou, přičemž onemocnění je poněkud běžnější u chlapců před nástupem puberty. Během období dospívání se migréna začíná častěji objevovat u žen a tento trend je zachován po zbytek života – onemocnění je dvakrát častější u starších žen než u mužů téhož věku. Ženy častěji trpí migrénou bez aury než migrénou s aurou, u mužů je však výskyt obou typů nemoci vyrovnán.
Během perimenopauzy se velmi často symptomy zhorší a pak jejich závažnost klesá. U zhruba dvou třetin starších pacientů se příznaky zlepší, u 3 až 10 % však přetrvávají.

## Historie

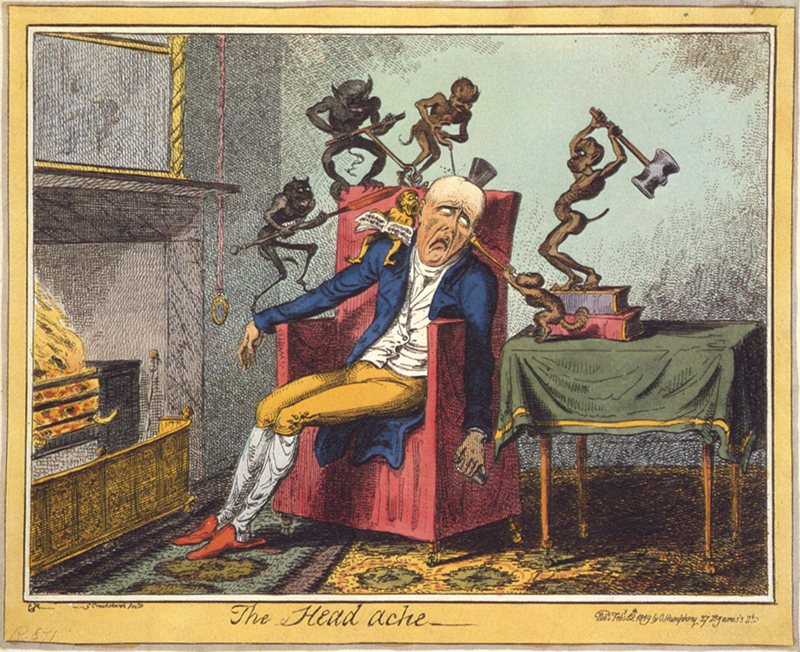
Bolení hlavy, George Cruikshank (1819)

Jeden z nejstarších popisů nemoci odpovídající migréně je obsažen v Ebersově papyru, pocházejícím ze starověkého Egypta asi z roku 1200 před Kristem. Ve spisech Hippokratovy lékařské školy z roku 200 před Kristem je popsána vizuální aura, jež může předcházet bolestem hlavy, i částečná úleva, k níž dochází následkem zvracení. 

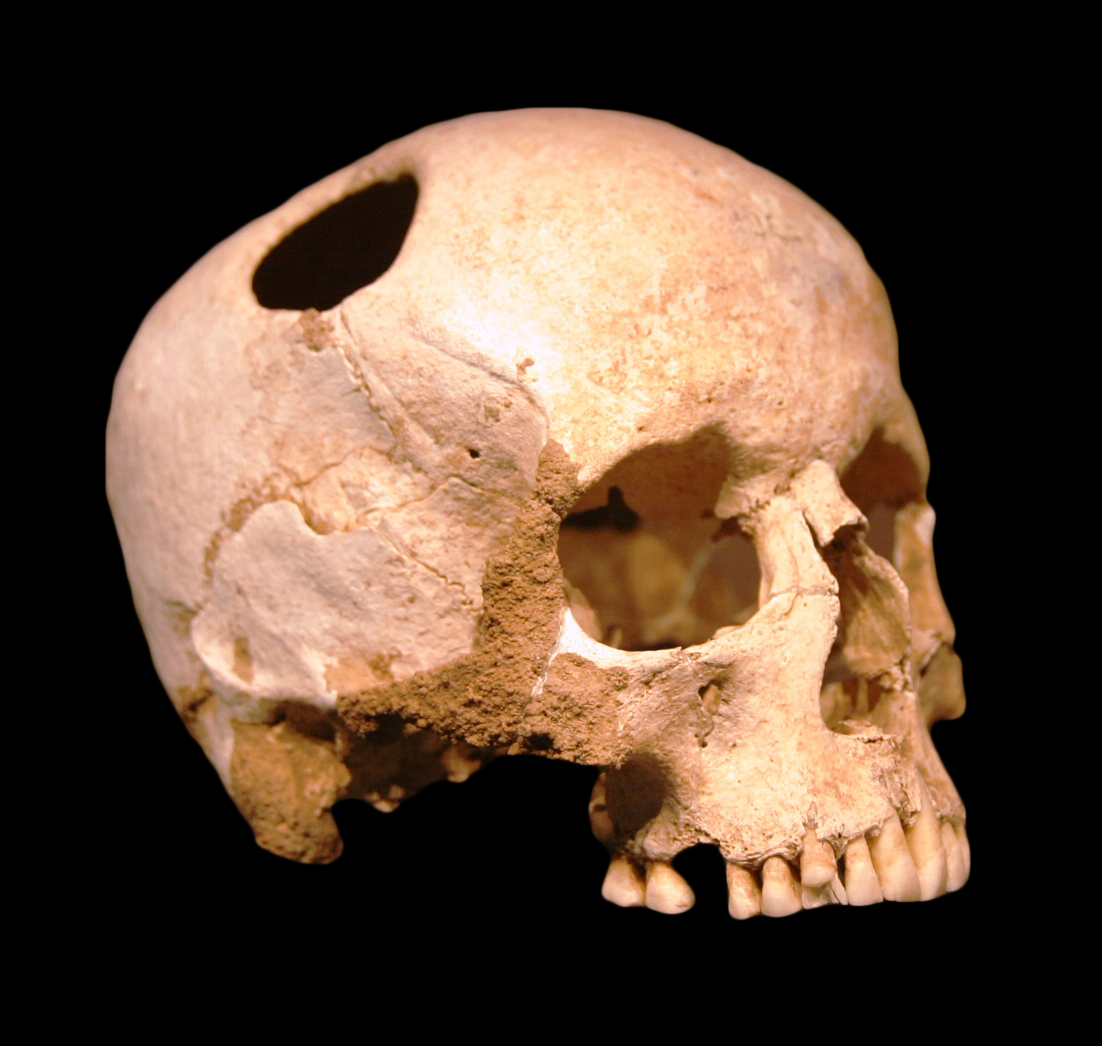
Trepanovaná lebka z doby železné. Obvod otvoru v lebce je zarovnán nárůstem nové kostní tkáně, což naznačuje, že tato osoba operaci přežila

 Charakteristika nemoci z 2. století, jejímž autorem je Aretaios z Kappadokie, dělí bolesti hlavy na tři typy – cefalalgie, cefalea a heterokranie. Galén z Pergamu používal pojem hemikranie (polovina hlavy), z něhož se nakonec vyvinul termín migréna. Naznačil také, že bolest vzniká v mozkových plenách a cévách hlavy. Poprvé byla migréna rozdělena do dvou nyní používaných typů – migréna s aurou (migraine ophthalmique) a migréna bez aury (migraine vulgaire) – v roce 1887 Louisem Hyacinthem Thomasem, francouzským knihovníkem.
Trepanace, záměrné vyvrtávání otvorů do lebky, byla prováděna již od roku 7000 před Kristem. I když někteří z pacientů přežili, mnozí na následky pooperační infekce zemřeli. Rozšířena byla víra, že trepanace vlastně umožňuje „únik zlých duchů". William Harvey doporučoval trepanaci jako léčbu migrény ještě v 17. století.
I když byla při léčbě migrény vyzkoušena řada postupů, látka, jež se později ukázala účinnou, byla poprvé použita až v roce 1868. Šlo o druh houby zvané námel, z níž byl v roce 1918 izolován ergotamin. V roce 1959 byl vyvinut methysergid a v roce 1988 pak první triptan, sumatriptan. V průběhu 20. století byla objevena a potvrzena účinnější preventivní opatření, a to díky dokonalejším plánům výzkumných studií.
Migrénou trpěly např. tyto osobnosti historie: Julius Caesar, Jan Kalvín, Lewis Carrol (migréna se zrakovou aurou – syndrom Alenky v říši divů, postavy v zorném poli jsou protáhlé), Fridrich Nietzsche, Immanuel Kant, Edgar Allan Poe, Frederic Chopin, Charles Darwin, Karel Marx, Alfred Nobel, Lev Tolstoj a Sigmund Freud. 

## Společnost a kultura
Migréna je významnou příčinou zvýšených léčebných nákladů a ztracené produktivity. Bylo odhadnuto, že tato nemoc je nejdražší neurologickou chorobou v Evropském společenství – každý rok stojí více než 27 miliard EUR. Ve Spojených státech byly přímé náklady odhadnuty na 17 miliard USD. Téměř třetina této částky pokrývá cenu triptanů. Nepřímé náklady dosahují přibližně 15 miliard USD, přičemž největší podíl na této částce má absence v zaměstnání. U těch, kteří jdou navzdory migréně do práce, klesá efektivita přibližně o jednu třetinu. To vše má také negativní dopad i na rodinu nemocného.

## Výzkum
Kalcitoninu genově příbuzné peptidy (CGRP) hrají v patogenezi bolesti související s migrénou jistou roli. Antagonisté CGRP receptorů, jako například olcegepant a telcagepant, byly zkoumány in vitro i v klinických studiích zaměřených na léčbu migrény. V roce 2011 společnost Merck zastavila fázi III klinické studie, zaměřené na hodnocení jí vyvinutého léku telcagepant. Slibná se zdá rovněž být transkraniální magnetická stimulace.